# MTV Europe Music Awards 2004
Die 11. MTV Europe Music Awards 2004 wurden am 18. November 2004 in Rom (Italien) im Kolosseum und in der Tor di Valle verliehen. Moderiert wurde die Show von Xzibit und Sarah Michelle Gellar. Live-Performances gab es von Anastacia, The Beastie Boys, Eminem, Franz Ferdinand, Tiziano Ferro, The Hives, Maroon 5, Nelly, Gwen Stefani und Alicia Keys mit Usher.

## Nominierungen

### Best Song
- Anastacia – Left Outside Alone
- Maroon 5 – This Love
- OutKast – Hey Ya!
- Britney Spears – Toxic
- Usher (feat. Lil Jon und Ludacris) – Yeah!

### Best Video
- The Cure – The End of the World
- Jay-Z – 99 Problems
- OutKast – Hey Ya!
- The Streets – Fit But You Know It
- The White Stripes – The Hardest Button to Button

### Best Album
- Beyoncé – Dangerously in Love
- The Black Eyed Peas – Elephunk
- Dido – Life for Rent
- OutKast – Speakerboxxx/The Love Below
- Usher – Confessions

### Best Female
- Anastacia
- Beyoncé
- Alicia Keys
- Avril Lavigne
- Britney Spears

### Best Male
- Jay-Z
- Nelly
- Justin Timberlake
- Usher
- Robbie Williams

### Best Group
- The Beastie Boys
- The Black Eyed Peas
- D12
- Maroon 5
- OutKast

### Best New Act
- Franz Ferdinand
- Jamelia
- Keane
- Maroon 5
- The Rasmus

### Best Pop
- Anastacia
- The Black Eyed Peas
- Avril Lavigne
- Britney Spears
- Robbie Williams

### Best Rock
- The Darkness
- Good Charlotte
- Green Day
- Linkin Park
- Red Hot Chili Peppers

### Best Alternative
- Björk
- Franz Ferdinand
- The Hives
- Muse
- The Prodigy

### Best R&B
- Beyoncé
- Kelis
- Alicia Keys
- OutKast
- Usher

### Best Hip-Hop
- Beastie Boys
- D12
- Jay-Z
- Nelly
- Kanye West

## Regionale Auszeichnungen

### Bester deutscher Act
- Beatsteaks
- Die Ärzte
- Die Toten Hosen
- Rammstein
- Sportfreunde Stiller

### Bester Belgien und Niederlande Act
- Kane
- Novastar
- The Sheer
- Soulwax
- Tiësto

### Bester britischer Act
- Natasha Bedingfield
- Franz Ferdinand
- Jamelia
- Muse
- The Streets

### Bester Nordic Act
- The Hives
- Sondre Lerche
- Maria Mena
- Sahara Hotnights
- Saybia

### Bester französischer Act
- Calogero
- Corneille
- IAM
- Jenifer
- Luke

### Bester italienischer Act
- Articolo 31
- Caparezza
- Elisa
- Tiziano Ferro
- Linea 77

### Bester polnischer Act
- Ania Dąbrowska
- Reni Jusis
- Sidney Polak
- Sistars
- Trzeci Wymiar

### Bester portugiesischer Act
- Clã
- Da Weasel
- Gomo
- Mesa
- Toranja

### Bester rumänischer Act
- Activ
- Cargo
- Firma
- Ombladon feat. Raku
- O-Zone

### Bester russischer Act
- Dolphin
- Glukoza
- Leningrad
- Via Gra
- Zveri

### Bester spanischer Act
- Bebe
- David Bisbal
- Enrique Bunbury
- Estopa
- Alex Ubago

## Free Your Mind
- La Strada